# مارتسینکوو (استان اشوی‌داشکسیه)
مارتسینکوو (به لهستانی: Marcinków) یک منطقهٔ مسکونی در لهستان است که در گمینا وانخوتسک واقع شده‌است. مارتسینکوو ۶۷۴ نفر جمعیت دارد.